# Coudray-Rabut
Coudray-Rabut è un ex comune francese di 316 abitanti situato nel dipartimento del Calvados nella regione della Normandia. Dal 1º gennaio 2019 è stato accorpato al comune di Pont-l'Évêque.

## Società

### Evoluzione demografica
Abitanti censiti